# Pizsama

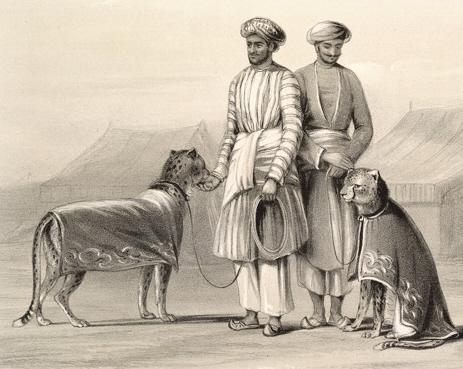
Eredeti indiai pizsama (1844)

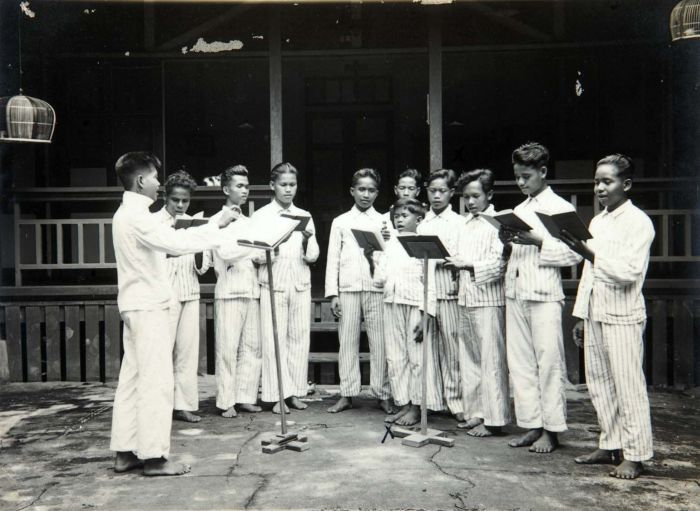
Dajak fiúkórus pizsamában a borneói római katolikus misszióban (1930 körül)

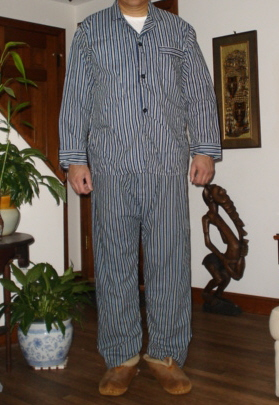
Jellegzetes 20. századi férfipizsama

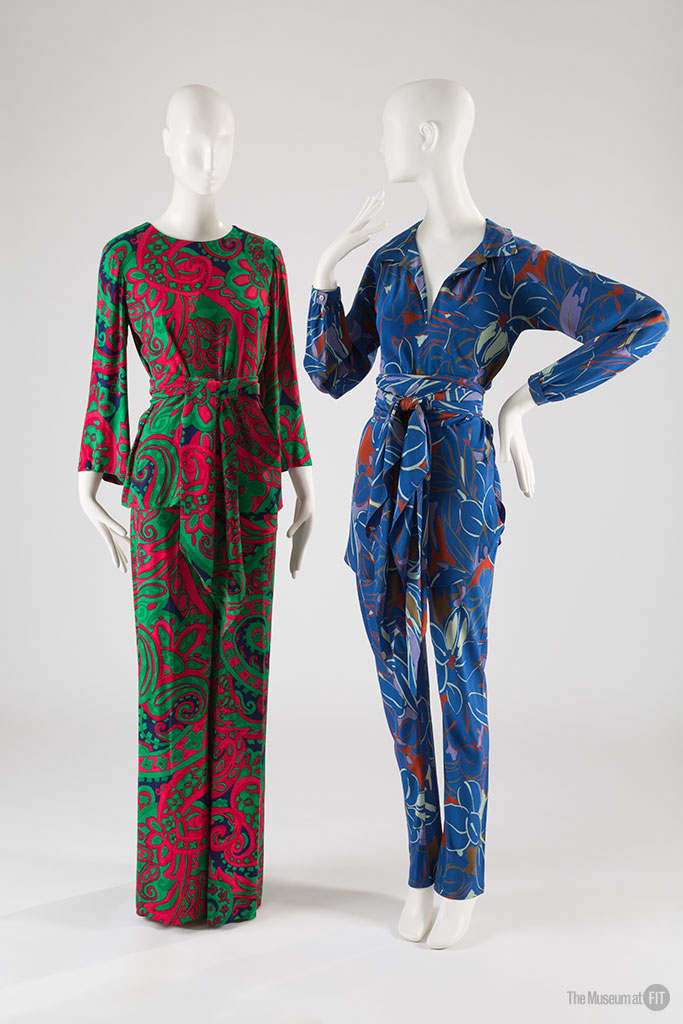
Yves Saint Laurent és Halston tervezte jelenkori pizsamák

A pizsama egy hálóruha-fajta. Eredetileg csak férfiruházati cikk volt, ám az 1920-as évektől mindkét nem körében népszerű.

## Története

### Eredete
A pizsama Indiában és Perzsiában (perzsául: پايجامه ) kabáttal viselt bő nadrág volt. A brit gyarmatosítás következményeként angol közvetítéssel jutott el Európába. Már a 18. században előfordult, de feledésbe merült a 19. század utolsó harmadáig. Ekkoriban főleg férfiak viselték.

### A 20. században
Az 1900-as évek elején Paul Poiret (1879–1944) francia divattervező nappalra szánt haute couture változatát terjesztette el.
Az első világháború után a garçonne divatban a selyemből készült női pizsama is megjelent. Coco Chanel megalkotta e ruhaviselet otthoni és tengerparti változatát is. 
Jellemző, hogy 1923-ban Abbáziában már pizsamaversenyt is rendeztek.
A pizsama mint éjszakai viselet a férfiak körében az 1930-as évekre annyira elterjedt, hogy a férfiak többsége már pizsamában aludt.
Az 1950–60-as években a grúz-orosz származású olasz Irene Galitzine hercegnő (1916–2006), neves divattervező a palazzo pizsama néven ismert, újabb inkább nappalra szánt haute couture változatát alkotta meg  tunikához hasonló felsőrésszel.

### A 21. században
A pizsama a 21. században is elegáns divatcikknek számít; számos tervező kollekciójának része. Angol nyelvterületen divatba jöttek az évenkénti iskolai és munkahelyi pizsamanapok.

## Az irodalomban
Rejtő Jenő: Vesztegzár a Grand Hotelben című regényében az egyik szereplő viseleteként hangsúlyos szerephez jut a pizsama.